# Castelul Linderhof

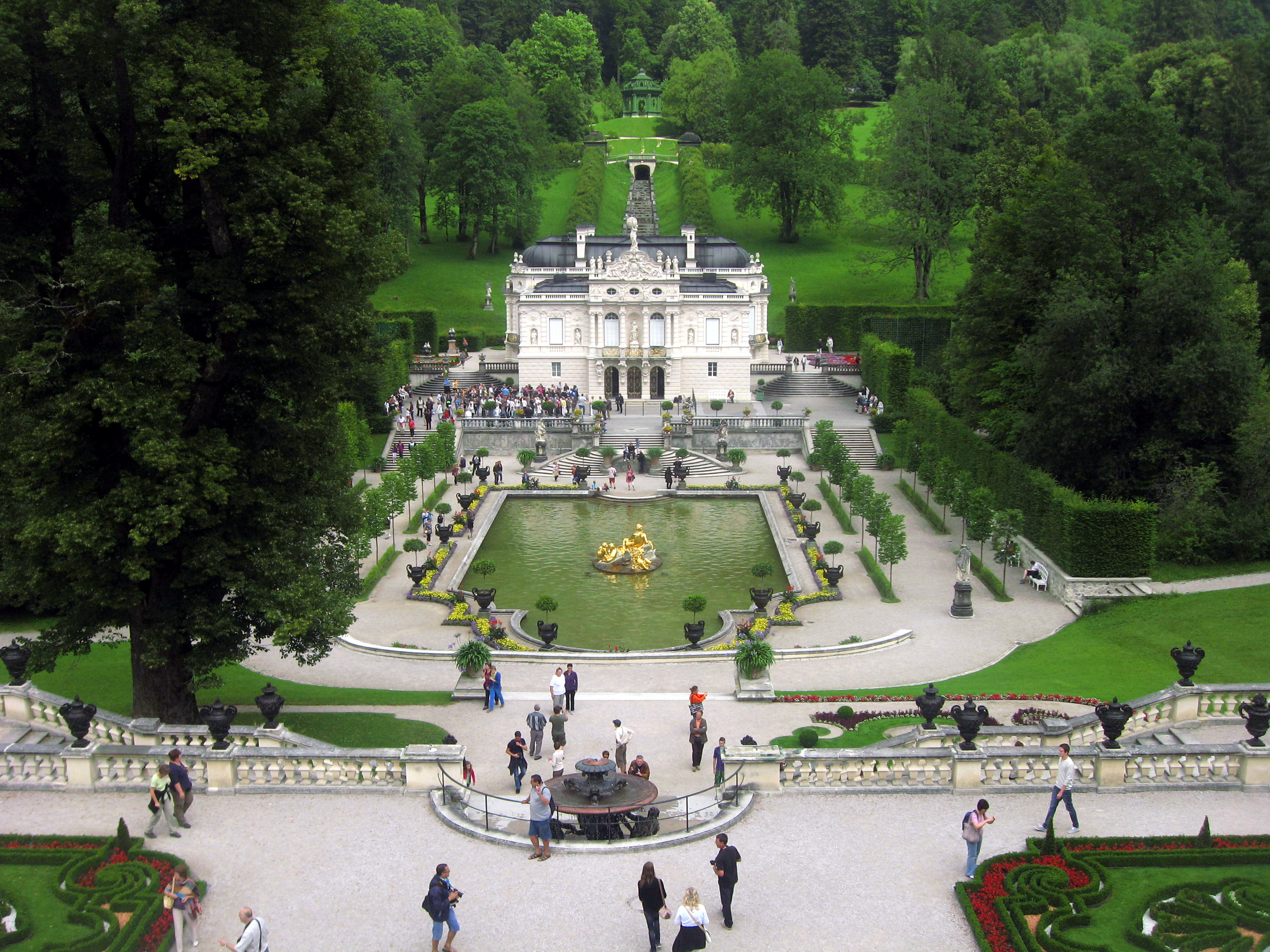
Castelul Linderhof

Castelul Linderhof (în germană Schloss Linderhof) este un castel regal situat în regiunea muntoasă Graswangtal din apropiere de Oberammergau și de Abația Ettal (în sud-vestul landului Bavaria al Germaniei). El a fost construit în perioada 1874-1886 de regele Ludovic al II-lea al Bavariei, la aproximativ 200 de metri de cabana de vânătoare a tatălui său, regele Maximilian al II-lea al Bavariei.
Linderhof este cel mai mic dintre cele trei castele construite de regele Ludovic al II-lea și singurul care a fost finalizat în timpul vieții sale. Linderhof este considerat castelul favorit al "Regelui Nebun", în care el a locuit cel mai mult. Castelul și grădinile sale sunt deschise vizitatorilor. Linderhof a fost vizitat în anul 2009 de 451.000 de turiști.

## Istoric
Castelul Linderhof a fost construit pe locul unei cabane de vânătoare a regelui Maximilian al II-lea al Bavariei, tatăl lui Ludovic al II-lea. Această reședință de vânătoare conținea o casă mică din lemn, cunoscută sub numele de Königshäuschen (căsuța regelui) pe care Ludovic al II-lea o cunoștea încă din copilărie, atunci când și-a însoțit tatăl la vânătoare în Alpii Bavarezi. După ce tatăl său a murit în 1864, el a moștenit Königshäuschen și începând din 1869 a început să o extindă adăugând aripi adiționale sub conducerea arhitectului curții (Hofbaudirektor), Georg Dollmann. În cele din urmă, el a decis în 1874 să demoleze Königshäuschen și să o reconstruiască în locul în care se află astăzi, la aproximativ 200 de metri de vechea clădire.

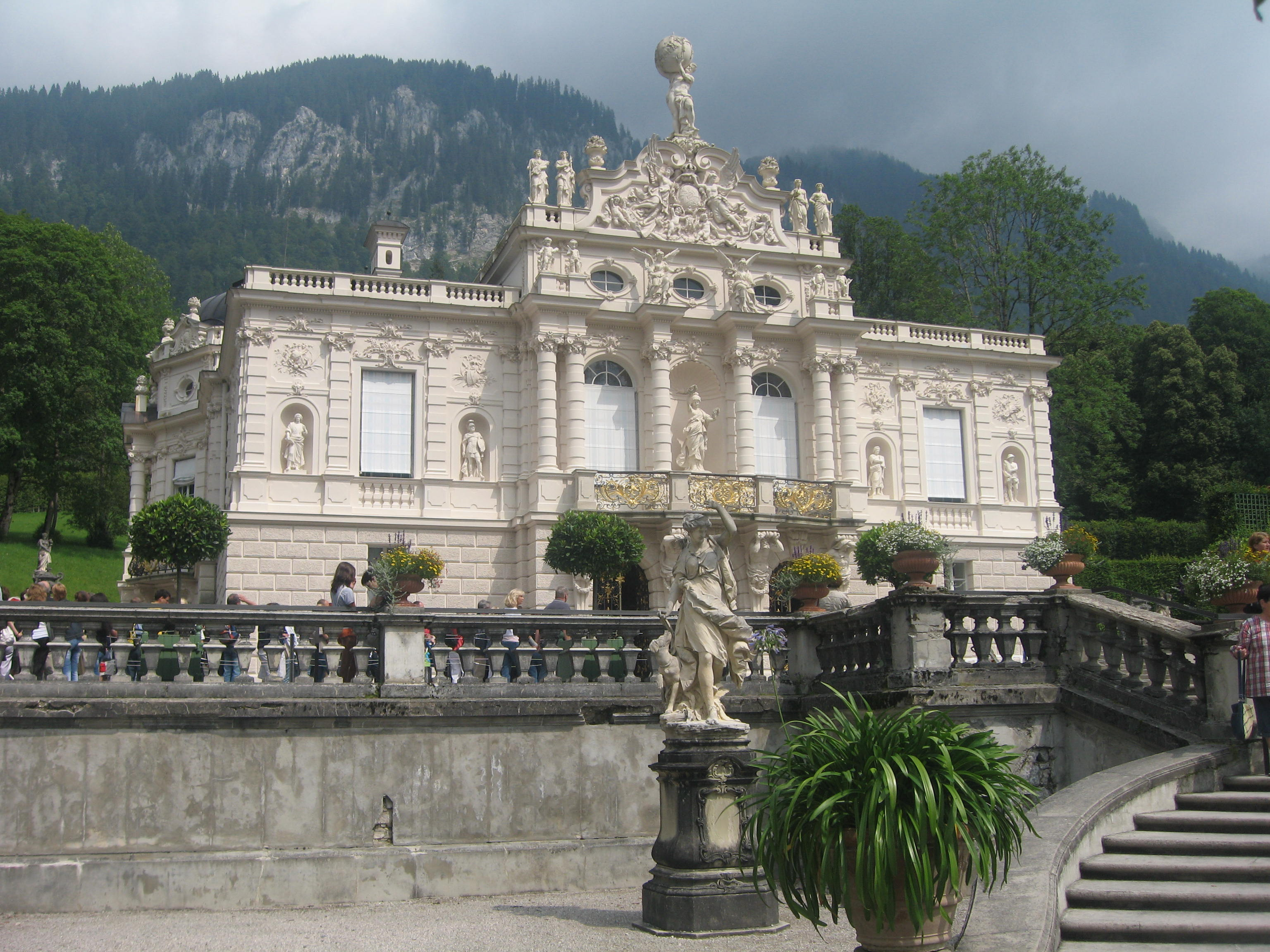
Detaliu al faţadei.

După dărâmarea Königshäuschen edificiul rămas avea o formă de "U". A fost construit un vestibul, o scara centrală și trei camere suplimentare. Grădinile au fost și ele extinse sub îngrijirea grădinarului cărții (Hofgärtner), Carl von Effner. Ultimele lucrări au avut loc între 1885 și 1886, când s-a refăcut dormitorul principal, iar palatul a primit forma sa actuală, în stil rococo. Lucrările efectuate la Linderhof în timpul lui Ludovic al II-lea au costat 8.460.937 mărci. Edificiul măsoară aproximativ 30 x 27 metri.
Deși Linderhof este mult mai mic decât castelul de la Versailles, influența sa este vizibilă. Ludovic al II-lea a fost un mare admirator al lui Ludovic al XIV-lea al Franței, adoptând chiar și deviza "nec pluribus impar" a regelui francez, care poate fi văzută pe plafonul vestibulului de la Linderhof. Piesa centrală a holului este o statuie ecvestră a regelui francez. Scara principală este o formă redusă a celebrei "scări a ambasadorului" de la Versailles și a fost copiată în mărime reală în castelul Herrenchiemsee. Simbolul Soarelui, care este prezent în decorațiunile mai multor camere, este o referire la "Regele Soare" și reprezintă ideea de monarhie absolută, pe care Ludovic al XIV-lea a instituit-o și la care Ludovic al II-lea nu a putut avea acces în a doua jumătate a secolului al XIX-lea.
Dintre proiectele lui Ludovic al II-lea, aceasta este cel mai mic și singurul care a fost terminat. Ținând cont de timpul petrecut aici, se poate spune că Linderhof a fost palatul său preferat, pentru că regele a locuit aici o perioadă de opt ani. Regelui îi plăcea să se plimbe prin grădinile și parcurile palatului, de multe ori desculț.

## Încăperile castelului
Linderhof, în comparație cu alte palate, are o atmosferă destul de privată. De fapt, există doar patru camere care au o funcționalitate.

### Sala oglinzilor

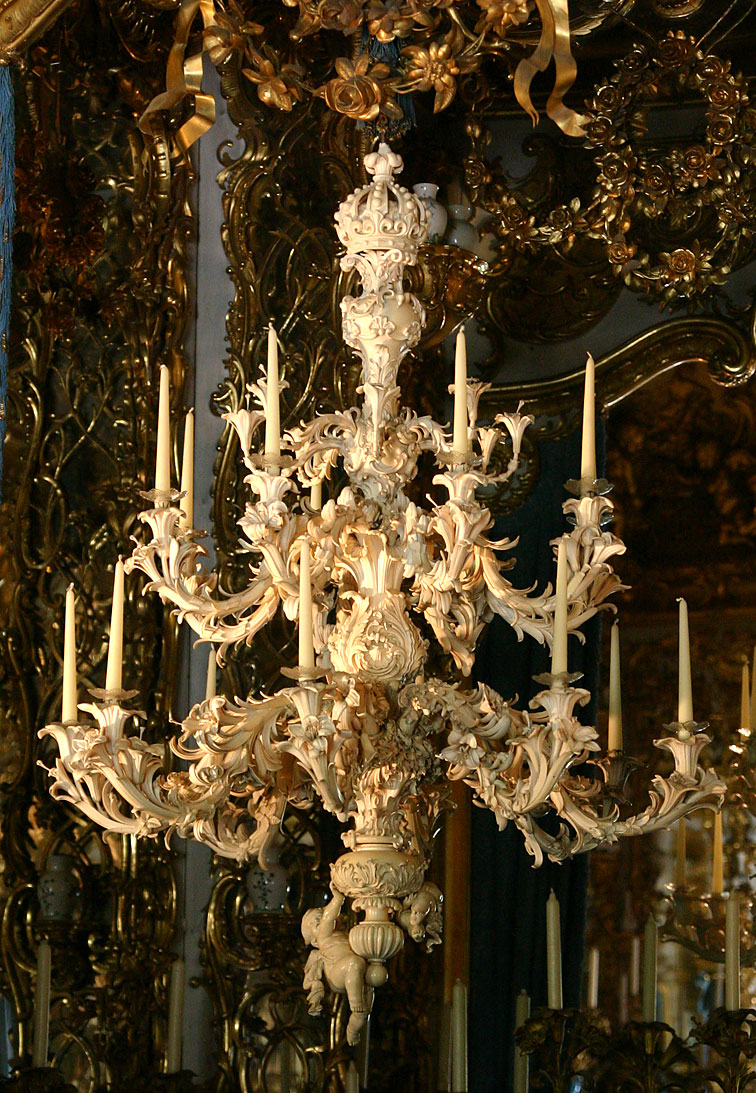
Candelabru de fildeş

Ludovic al II-lea a folosit această încăpere ca o cameră de zi. Îi plăcea să stea în nișă și să citească uneori toată noaptea. Deoarece regele obișnuia să doarmă în timpul zilei și să stea treaz în timpul nopții, oglinzile creau un efect inimaginabil atunci când ele reflectau lumina lumânărilor de mii de ori. Așezarea paralelă a oglinzilor creează efectul unui bulevard care nu se termină niciodată.
Printre obiectele cu rol decorativ din această cameră sunt:  
- masa centrală acoperită cu lapis lazuli, ametist și calcedonie, cu un mozaic de sticlă pe care este reprezentată stema Bavariei.
- un covor făcut din pene de struț

La mesa central, que tiene una cubierta hecha de lapislázuli, amatista y calcedonia, con un mosaico de vidrio del escudo de armas de Baviera.
- un candelabru de fildeș, în alcov, cu 16 brațe și
- două bucăți de masă din lapis lazuli și decorate cu ornamente din bronz aurit.

### Camerele cu tapiserii

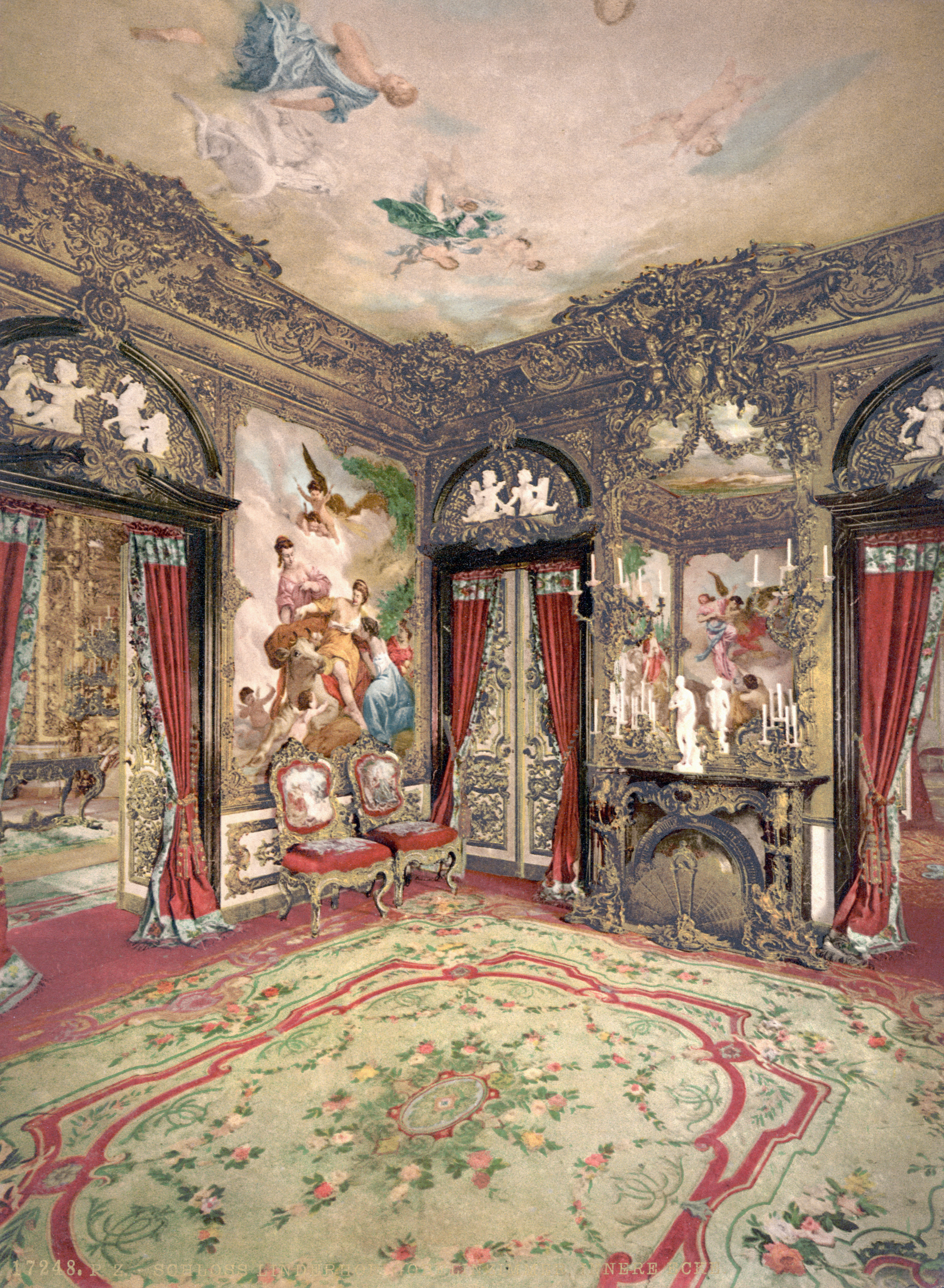
Camera cu tapiserii dinspre est. Fotografie din 1900.

În castel se află două camere cu tapiserii care sunt aproape identice și nu au nici o funcție specifică. Cea dinspre vest este denumită uneori "Sală de muzica" deoarece se află acolo un aeolodion (un instrument care combină pianul și armoniul: este vorba de un instrument derivat din aeolina lui Bernhard Eschenbach inventată chiar de el ). Doar draperiile și cuverturile de pe mobilier sunt produse reale ale fabricii pariziene Gobelin. Scenele de pe pereți sunt pictate pe pânză dură în scopul de a imita tapiserii reale.

### Camera de audiențe
Camera de audiențe este situată în latura de est a palatului și se află între cabinetele galben și mov. Cabinetele au fost folosite numai ca anticamere ale camerelor mai mari. Ludovic al II-lea nu a folosit niciodată această cameră pentru a acorda audiențe. EAcest lucru ar contrazice caracterul privat al castelului Linderhof și camera ar fi fost mult prea mică pentru el. Regele a folosit-o mai degrabă ca studio în care planifica noile proiecte de construcții. Faptul că există o camera de audiențe în castelul Linderhof demonstrează atașamentul lui Ludovic al II-lea față de ideea de monarhie absolută.
Printre obiectele cu rol decorativ din această cameră sunt:
- un tron cu baldachin și penaj din pene de struț (ca un simbol oriental al puterii regale) și
- două mese rotunde acoperite cu malachit, dăruite regelui Ludovic al II-lea de țarina Maria Alexandrovna.

### Sufrageria

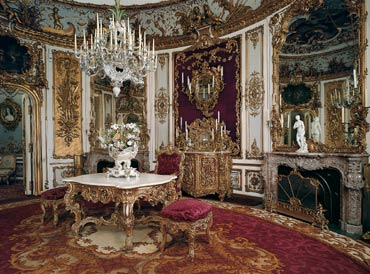
Camera în care regele mânca.

Această încăpere este situată pe latura de est a castelului și se află între cabinetele roz și albastru. Cabinetul roz, spre deosebire de alte cabinete, a avut o funcționalitate reală. Regele o folosea pe post de cameră de îmbrăcat. Sufragerie este faimoasă pentru acest sistem denumit "Tischlein deck dich". Ca și în Herrenchiemsee, masa era ridicată din bucătărie cu un lift mecanic pentru a evita ca excentricul rege să aibă contact cu servitorii. Această masă a fost instalată astfel ca Ludovic să ia masa aici singur. Cu toate acestea, personalul trebuia să pună masa pentru cel puțin patru persoane deoarece se spune că regele obișnuia să vorbească cu persoane imaginare precum Ludovic al XV-lea, Doamna de Pompadour sau Marie Antoinette în timp ce mânca. Lui Ludovic al II-lea îi plăcea compania acelor persoane și le admira. Portrete ale acestora sunt expuse în cabinete, iar scene din viața lor se află și în alte încăperi ale palatului.
Printre obiectele cu rol decorativ din această cameră este o masă centrală din porțelan de Meissen cu decorațiuni florale.

### Dormitorul

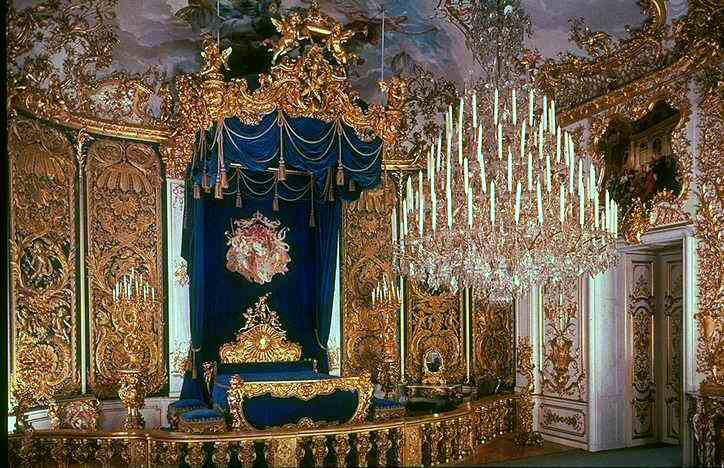
Dormitorul regelui.

Modelul pentru această cameră nu a fost dormitorul lui Ludovic al XIV-lea de la Versailles, ci mai degrabă dormitorul de la reședința regală din München. În maniera lui Ludovic al XIV-lea, dormitorul a fost conceput ca o cameră publică, deși Ludovic al II-lea nu a primit aici pe nimeni.
Această cameră a fost complet reamenajată în 1884 și nu a putut fi complet terminată până la moartea regelui survenită doi ani mai târziu. Patul se află așezat la înălțime față de podeaua camerei, fiind separat de o balustradă aurită care îi dă aspectul unui altar și, prin urmare, glorifică regatul lui Ludovic al II-lea.
Printre obiectele cu rol decorativ din această cameră sunt:
- un candelabru de sticlă cu 108 lumânări și
- două mese console din porțelan de Meissen (care a fost porțelanul favorit al regelui).

## Parcul
Grădinile din jurul castelului Linderhof sunt considerate unele dintre cele mai frumoase creații ale arhitecturii peisagiste historiciste proiectate de grădinarul curții bavareze (Hofgärtner) Carl von Effner. Parcul combină elemente formale ale stilului baroc sau ale Renașterii italiene cu peisaje similare grădinei englezești.

### Teiul de la Linderhof sau bătrânul „Koenigslinde”
În grădinile castelului se află un tei înalt Tilia platyphyllos cu vârsta de 300 de ani, unde se crede că Ludovic a avut odată o casă în copac sau un scaun. Nu mai există nici o dovadă a unei astfel de structuri și atunci când Ludovic la Linderhof, el ar fi luat "micul dejun" la apusul soarelui ascuns printre ramurile teiului. Acest copac străvechi este cel care dă numele castelului. Linder înseamnă tei, Hof înseamnă curte, iar numele castelului ar fi astfel Curtea teiului.

### Grădinile formale

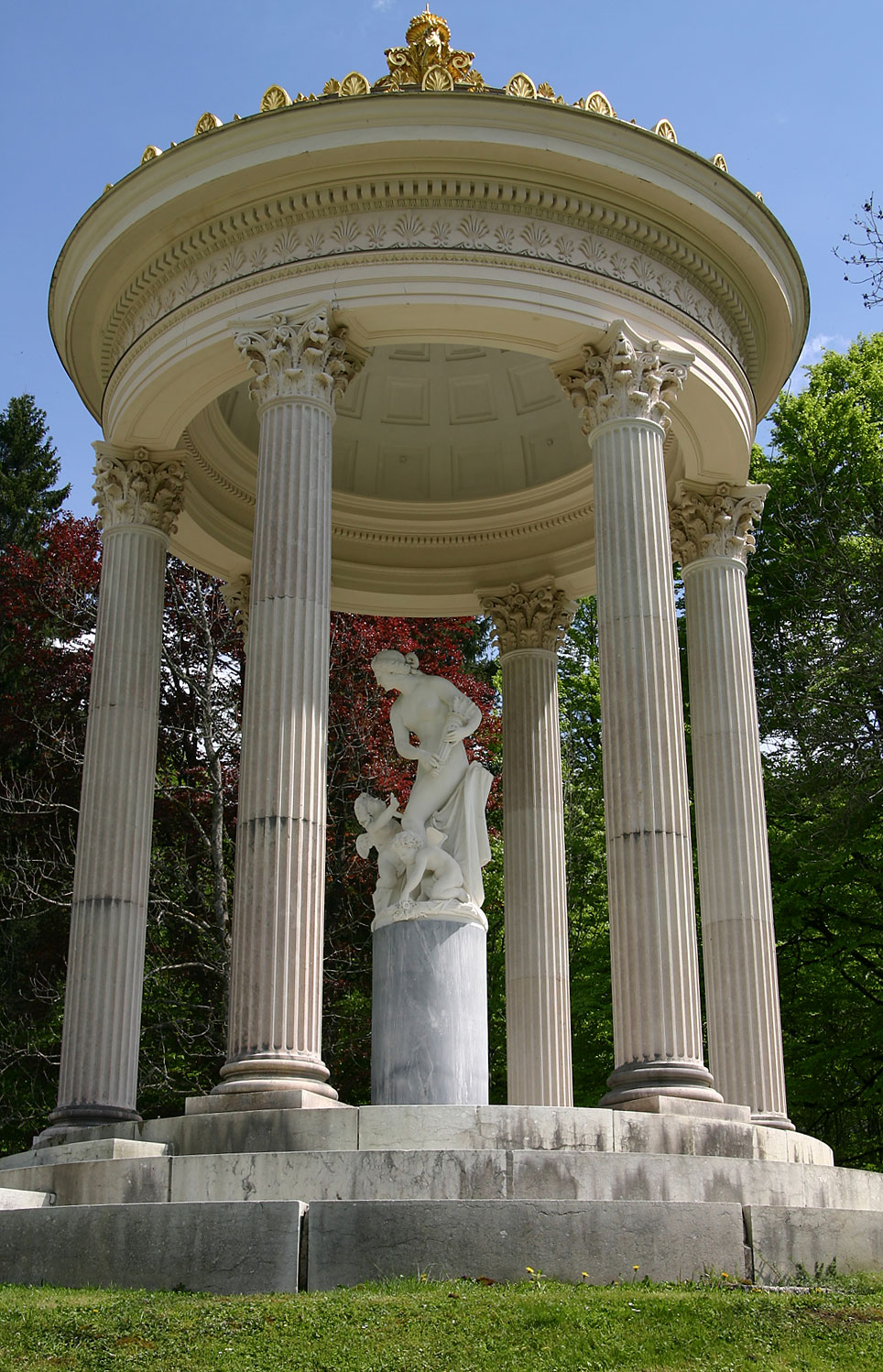
Templul zeiţei Venus în grădina castelului Linderhof.

Palatul este înconjurat de grădini formale împărțite în cinci secțiuni care sunt decorate cu sculpturi alegorice ale continentelor, anotimpurile și elementelor naturii:
Partea de nord este caracterizată printr-o cascadă pe 30 de trepte de marmură. În partea de sus se află un pavilion de muzică. Cascada se termină la partea de jos printr-o fântână alegorică dedicată zeului Neptun.
În centrul parterului vestic este un bazin cu o statuie aurită a zeiței Fama. În partea de vest se află un pavilion cu un bust al lui Ludovic al XIV-lea. În fața acestei statui este o fântână cu o statuie aurită care-l reprezintă pe "Amor cu delfini". Grădină este decorată cu patru vase de majolică.
La partea superioară a parterului estic este un pavilion de lemn care conține bustul lui Ludovic al XVI-lea al Franței. La 24 pași mai jos se află o fântână cu statuia aurită "Amor trăgând o săgeată". O sculptură înfățișându-i pe "Venus și Adonis" este amplasată între bazin și palat.
Parterul acvatic din fața palatului este dominat de un bazin lung cu o fântână arteziană aurită "Flora și putti". Jetul de apă al fântânii țâșnește până la o înălțime de 25 de metri.
Grădinile de pe terasă formează partea de sud a parcului și se află în partea opusă față de cascada din partea de nord. La primul etaj se află "Fântâna Naiadelor" constând din trei bazine și sculpturi ale nimfelor apelor. În arcul nișei centrale se află bustul reginei Maria Antoaneta a Franței. La partea superioară a teraselor este un templu rotund, cu o statuie a zeiței Venus realizată pe baza unui tablou de Antoine Watteau (The Embarkation for Cythera).

### Clădirile din parcul castelului
Grădina castelului ocupă o suprafață de aproximativ 50 de hectare (125 acri) și este perfect integrată în peisajul alpin înconjurător. În parc se află mai multe clădiri cu aspecte diferite.

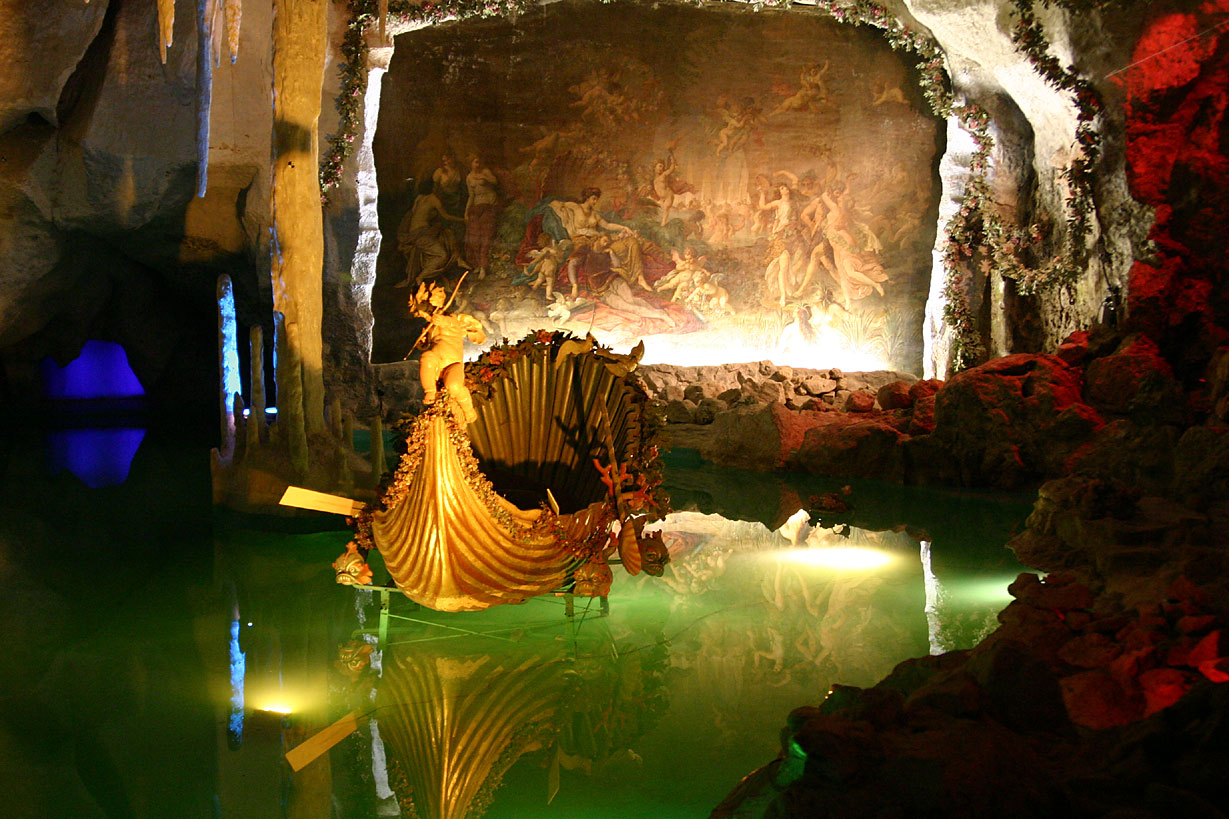
Grota lui Venus
"Grota lui Venus" a fost construită din ordinul lui Ludovic al II-lea din 15 decembrie 1875, fiind finalizată în 1877. Grota a fost construită din armătură de fier și pereți de pânză impregnați și acoperiți cu un amestec de ciment. În același mod au fost realizate stalactitele și stalagmitele.
Grota este împărțită în două grote laterale și una centrală, care în funcție de iluminare amintesc de Grota Albastră din Capri sau de "Grota lui Venus" din opera "Tannhäuser" a lui Richard Wagner. Regele a dispus pictarea pe pereți a unor peisaje și scene din Tannhäuser. Pentru a le proteja de umiditate, picturile au fost acoperite cu ceară. O cascadă și o barcă în formă de lebădă au fost executate pentru a fi utilizate în interiorul peșterii.
Șapte cuptoare au fost necesare pentru a încălzi grota. Acestea au fost utilizate chiar și în timpul verii, deoarece era foarte frig înăuntru. O mașinărie care proiecta un curcubeu și o alta care făcea valuri creau iluzia unei mări artificiale atunci când regele voia să se plimbe cu barca.
Noul sistem de iluminat electric, cu 24 de dinamuri, a fost prima centrală electrică din Bavaria. În special, au existat probleme legate de iluminarea "Grotei Albastre", ca urmare a insistenței regelui pentru "un albastru mai albastru". Această insistență a stimulat compania BASF să obțină ulterior un brevet pentru fabricarea unui indigo artificial.
Coliba lui Hunding
"Coliba lui Hunding" este inspirată din primul act al operei "Valkiria" a lui Wagner. Ea a fost construită inițial la ordinul regelui departe de Linderhof, în apropiere de granița cu Austria. În interior se afla un trunchi de stejar cu rădăcini mari. Ludovic al II-lea putea să petreacă acolo lungi ore de lectură. El obișnuia să celebreze acolo sărbătorile germanice.
La 18 decembrie 1884 coliba a fost ars și a fost imediat reconstruită. În 1945 ea acăzut din nou victimă flăcărilor și s-a reușit salvarea doar unei părți din mobilier. În vara anului 1990, "coliba lui Hunding", a fost reconstruită din nou, într-un loc mai aproape de Castelul Linderhof.
Sihăstria lui Gurnemanz
Sihăstria lui Gurnemanz se află într-o poiană din pădure, în parcul castelului Linderhof. Ea a fost construită în vara anului 1877 din ordinul regelui, urmându-se instrucțiunile de scenografie, scrise de Richard Wagner pentru opera Parsifal.
Construcția sihăstriei a creat probleme serioase, deoarece regele a vrut să fie amenajată o pajiște cu flori în fața clădirii, iar sihăstria se afla la altitudinea de 1.100 de metri deasupra nivelului mării, în munți. Astfel, de fiecare dată când regele mergea să o viziteze, grădinarul-șef trebuia să planteze flori acolo.
Coliba a început să se degradeze în timp și prin 1945 a dispărut cu totul. Ea a fost reconstruită din nou în parcul castelului Linderhof.
Aceste trei structuri, "Grota lui Venus", "Coliba lui Hunding" și "Sihăstria lui Gurnemanz" amintesc vizitatorilor de operele lui Richard Wagner. Dar, pe lângă arhitectura barocă, Ludovia a fost interesat și de lumea orientală.
Chioșcul maur

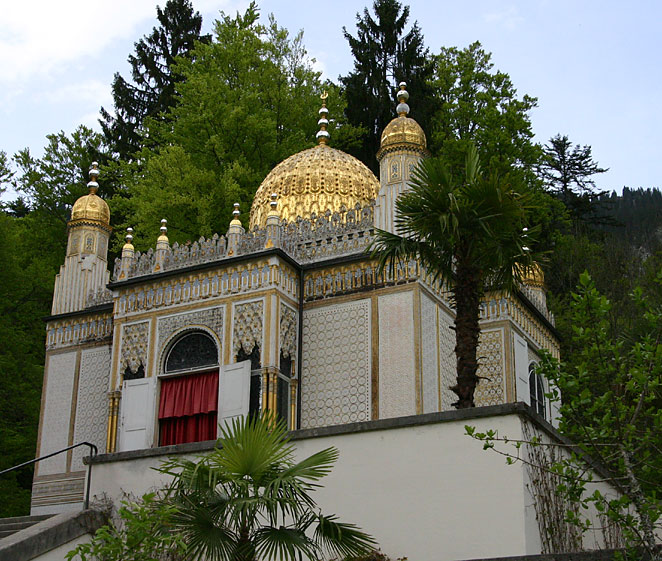
Chioşcul maur.

"Chioșcul maur" a fost realizat de arhitectul berlinez Carl von Diebitsch pentru Expoziția Universală de la Paris din 1867 ca parte a standului expozițional al Prusiei. Ludovic al II-lea a vrut să-l cumpere, dar oferta sa a fost devansată de cea a magnatului feroviar Betel Henry Strousberg. După falimentul acestuia din urmă, chioșcul a fost cumpărat de către rege.
Fundația a fost făcută în același timp în care s-a început construcției "Grotei lui Venus". Pe ea a fost amplasat chioșcul cu cupola centrală aurită, precum și cele patru turnuri mici în colțuri.
Regelui i s-a părut că aranjamentul interior este prea simplu, așa că a comandat un sistem de iluminat, o fântână de marmură și un tron luxos din marmură cu pene de păun executat la Paris și instalat într-o nișă. Lucrările de decorare au fost finalizate în  1877, iar grădinarul curții, Carl von Effner, a fost însărcinat cu amenajarea grădinilor din jurul clădirii.
Casa marocană

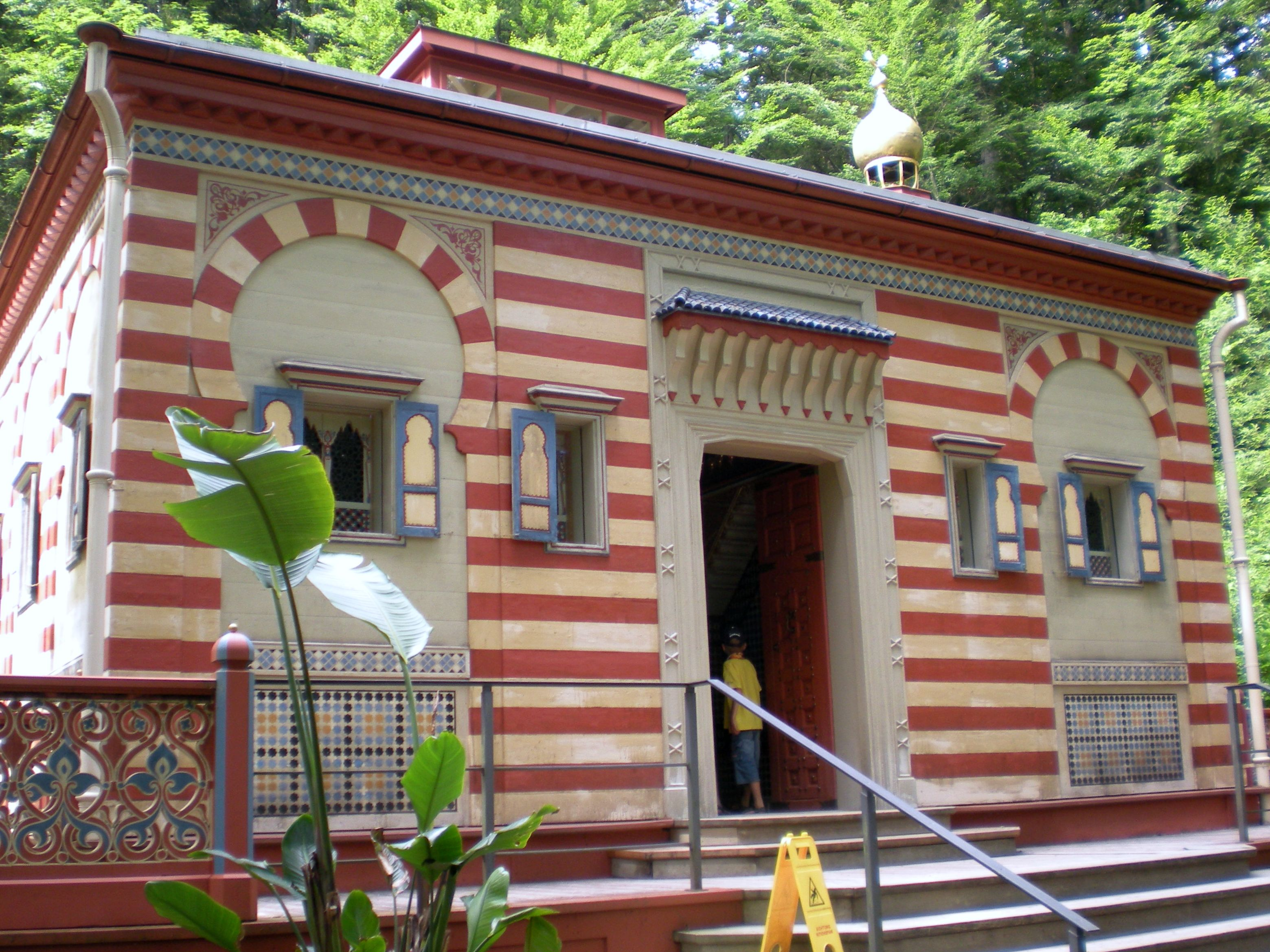
Casa marocană văzută din exterior

"Casa marocană" a fost achiziționat din ordinul lui Ludovic al II-lea la Expoziția Universală de la Paris din 1878, unde făcea parte dintr-o expoziție mare pe teme orientale. Piesele clădirii au fost aduse la Linderhof în ziua de 25 noiembrie a aceluiași an și până în decembrie au fost asamblate în apropierea "Colibei lui Hunding".
Interiorul "Casei marocane" a fost bogat decorat cu covoare și alte obiecte. De asemenea, au fost consolidate ferestrele și s-a construit un șemineu, care a schimbat aspectul original al clădirii.
După moartea regelui, "Casa marocană" a fost vândută și mutată la Oberammergau, unde a fost păstrată într-o stare proastă. Clădirea a fost cumpărată din nou pentru ansamblul castelului Linderhof în 1980 și restaurată cu grijă. Ea a fost amplasată într-un loc mai apropiat de castel în 1998, unde se află și astăzi.